# Digama angasijensis
Digama angasijensis är en fjärilsart som beskrevs av Pierre E.L. Viette 1970. Digama angasijensis ingår i släktet Digama och familjen björnspinnare. Inga underarter finns listade i Catalogue of Life.